# Varco Sabino
Varco Sabino è un comune italiano di 152 abitanti della provincia di Rieti nel Lazio.

## Geografia fisica

### Territorio

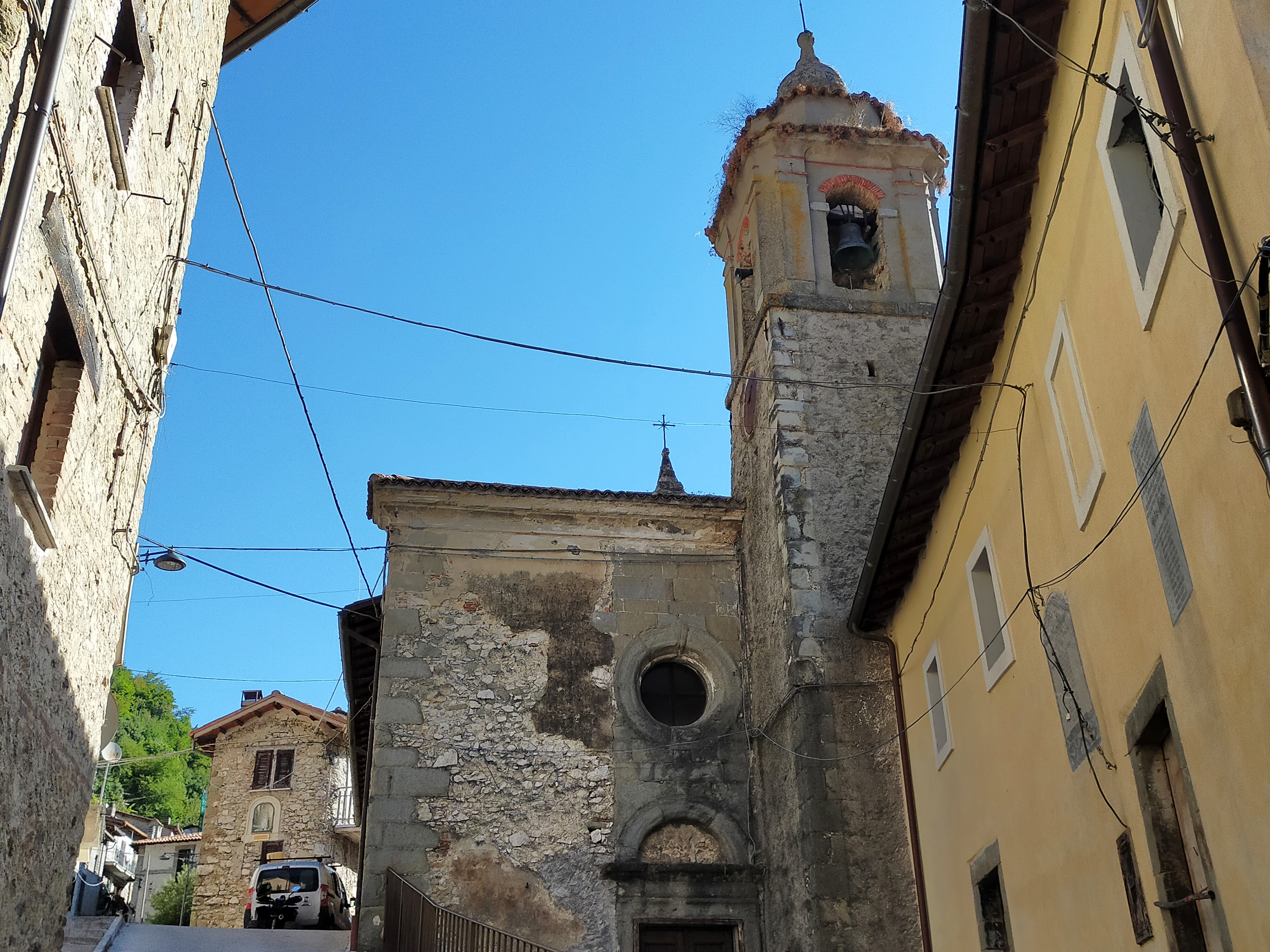
Chiesa di San Girolamo dottore

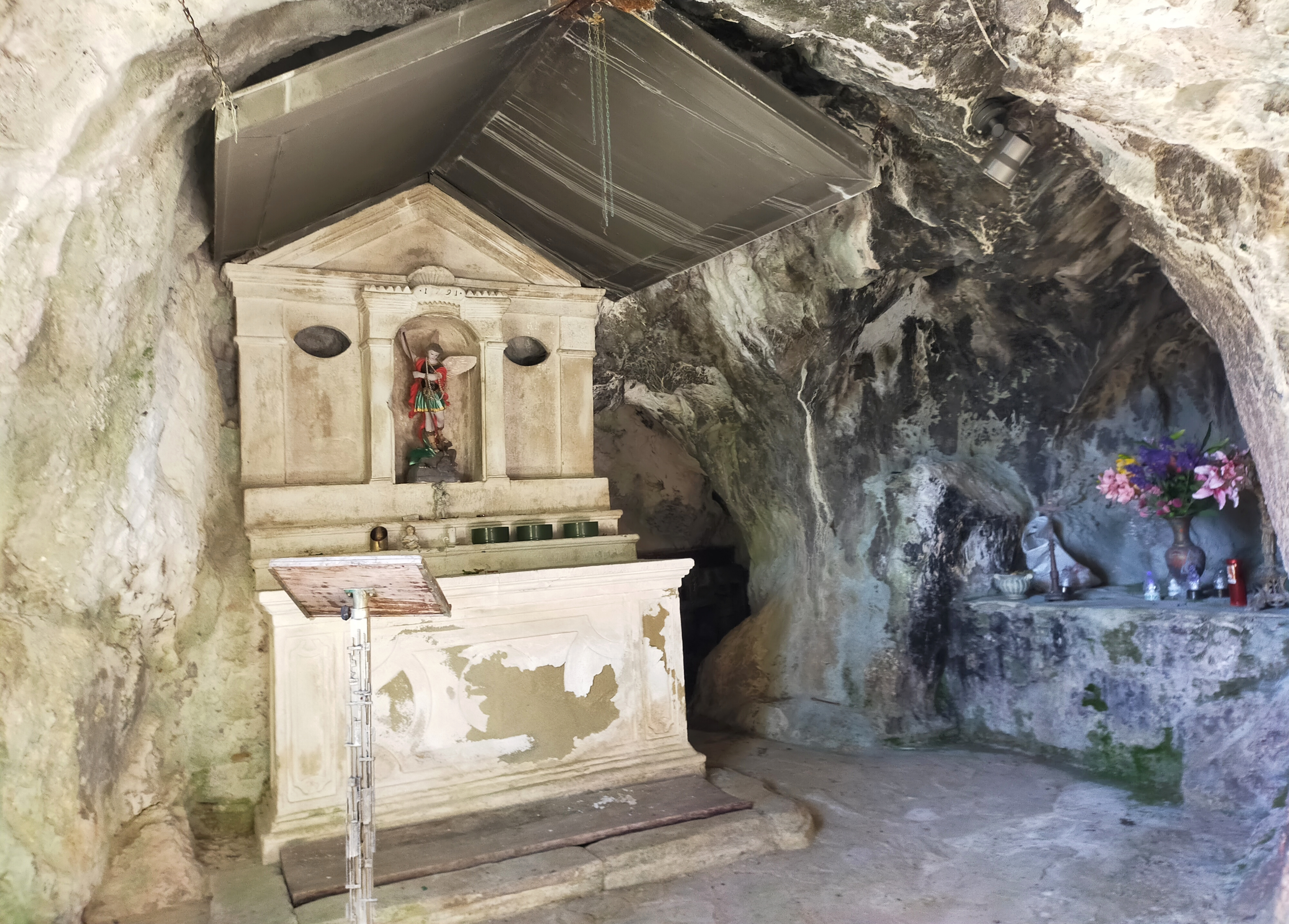
Grotta di San Michele arcangelo

Varco sorge a un'altitudine di 742 m s.l.m. alle pendici del monte Navegna nel territorio protetto della riserva naturale Monte Navegna e Monte Cervia, lungo lo spartiacque che segna il confine della valle del Salto con quella del Turano. A valle del paese si trova il lago del Salto, del quale una porzione ricade nel territorio comunale. Una strada montana, attraversando il passo montano "forca di Vallecupola" nel comune limitrofo di Rocca Sinibalda, collega Varco Sabino alla valle turanense e al lago del Turano, di origine artificiale.

### Clima
Classificazione climatica: zona E, 2715 GR/G

## Storia
Il toponimo Varcum è attestato nelle fonti documentali già nel 1252 circa la chiesa di Sant'Angelo di Varco nelle dipendenze dell'abbazia di San Salvatore Maggiore.
L'origine della comunità di Varco è piuttosto circostanziata e certamente avvenuta tra il 1406 ed il 1450: pare, infatti, che i primi abitanti di Varco furono gli scampati alla distruzione del paese di Mirandella - già castello dell'abbazia di San Salvatore Maggiore - dovuta ad un terrificante terremoto e avvenuta tra il 1406 - anno in cui l'abitato di Mirandella risultava ancora esistente - ed il 1450 - anno in cui i documenti lasciano intendere l'esistenza dell'abitato di Varco.
A partire dal XVI secolo Varco Sabino è documentato come soggetto all'abbazia di San Salvatore Maggiore: ancora nel XVII secolo figurava tra i castelli abbaziali come Varcum.
Alla dissoluzione dei domini abbaziali, dopo la parentesi napoleonica - nella riforma amministrativa dei territori pontifici del 1816 - Varco divenne - come molti degli altri castelli abbaziali - appodiato di Castelvecchio (Castel di Tora) nel governatorato di Rocca Sinibalda. Nel 1863 divenne poi comune nel Regno d'Italia.
Nel 1968 al comune di Varco Sabino venne aggregata la frazione di Rigatti, già parte del comune di Ascrea.

## Monumenti e luoghi d'interesse

### Architetture religiose
- Chiesa di San Girolamo dottore;
- Chiesa di Santa Maria Maddalena;
- Grotta di San Michele.

### Architetture civili
- Resti del paese originario di Mirandella;
- Resti di un ponte di epoca romana.

### Aree naturali
- Riserva naturale Monte Navegna e Monte Cervia;
- Lago del Salto (di origine artificiale);
- Monti del Cicolano;
- Sentiero "Le strade dei parchi", tratto Vicovaro-Varco Sabino[7];
- Anello di Varco con escursioni attraverso i sentieri di Rocca Vittiana e Vallecupola.
- La cascata del Ponte

## Economia

### Turismo

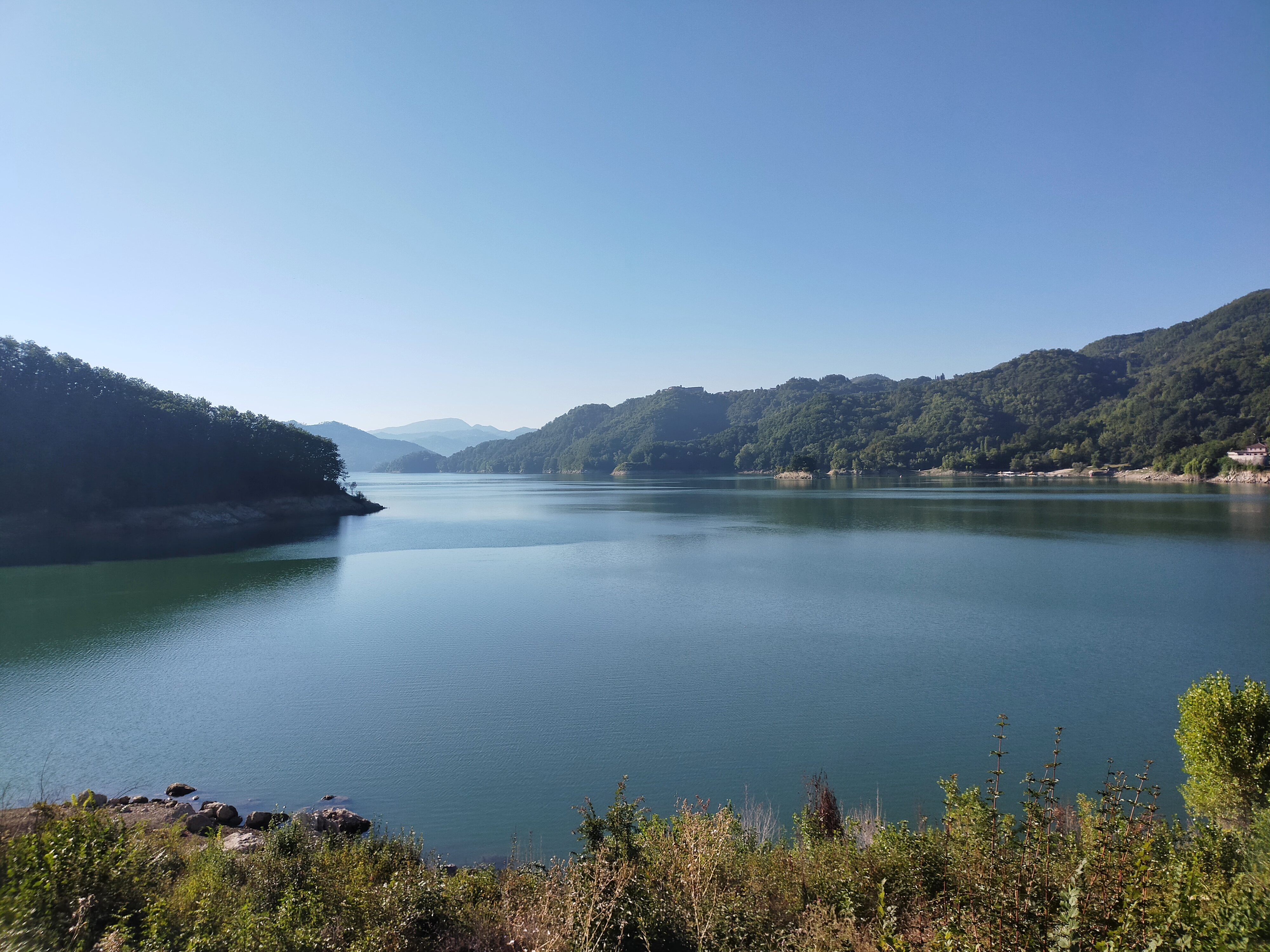
Il lago artificiale del Salto visto dal territorio di Varco

Varco Sabino - come buona parte dei paesi nel territori limitrofi, appartenenti alle regioni storiche dell'Alta Sabina e del Cicolano - si presta favorevolmente come scenario per attività all'attività all'aperto ed itinerari di natura escursionistica e turistica alla scoperta dei borghi medievali nelle sue frazioni di Poggio Vittiano, Rigatti e Rocca Vittiana e nei paesi limitrofi di Vallecupola - verso ovest e Marcetelli e Girgenti - verso est.
Il turismo sul territorio comunale di Varco Sabino si concentra presso il lago del Salto ove nei pressi della frazione di Rocca Vittiana, non lontano dalla diga del Salto, si trova un importante centro per la pratica di sport aquatici quali il wakeboard, il wakeskate e il wakesurf per cui le acque del lago artificiale sono particolarmente adatte: per le sue caratteristiche, infatti, il lago dal Salto è stato scelto - dal 2001 al 2020 - dalla FISW per la finale del campionato italiano e - nel 2022 - per i campionati mondiali di wakeboard.

## Società

### Evoluzione demografica
Abitanti censiti

### Tradizione e folclore
Annualmente, la seconda domenica di maggio, si festeggia il patrono del paese, San Michele.

## Amministrazione
Nel 1923 Varco passò dalla provincia di Perugia in Umbria alla provincia di Roma nel Lazio, e nel 1927, a seguito del riordino delle circoscrizioni provinciali stabilito dal regio decreto n. 1 del 2 gennaio 1927, quando venne istituita la provincia di Rieti, Varco Sabino fu incluso a quella reatina.
| Periodo        | Periodo           | Primo Cittadino                | Partito                           | Carica  | Note    |
| -------------- | ----------------- | ------------------------------ | --------------------------------- | ------- | ------- |
| 6 Giugno 1993  | 17 Dicembre 1993  | Gianluigi Tosti                | lista civica Democrazia Cristiana | Sindaco | Dimesso |
| 12 giugno 1994 | 24 maggio 1998    | Antonio Ponzani                | lista civica CCD                  | Sindaco |         |
| 24 maggio 1998 | 27 maggio 2002    | Antonio Ponzani                | lista civica                      | Sindaco |         |
| 27 Maggio 2002 | 30 Settembre 2002 | Lena Cassar                    | lista civica                      | Sindaco | Dimessa |
| 26 maggio 2003 | 14 aprile 2008    | Antonio Ponzani                | lista civica                      | Sindaco |         |
| 14 aprile 2008 | 27 maggio 2013    | Antonio Ponzani                | lista civica                      | Sindaco |         |
| 27 maggio 2013 | 10 giugno 2018    | Gabriele Maglioni              | lista civica per Varco            | Sindaco |         |
| 10 giugno 2018 | 15 maggio 2023    | Gabriele Maglioni              | lista civica Varco nel futuro     | Sindaco |         |
| 15 maggio 2023 | in carica         | Giuseppe Adamo Camillo Gerbino | lista civica Varco nel futuro     | Sindaco |         |

### Altre informazioni amministrative
- Fa parte della Comunità montana Salto Cicolano

## Infrastrutture e trasporti

### Strade
La strada provinciale 29 collega il territorio ad altre strade provinciali connesse alla strada statale 578 Salto Cicolana, via di collegamento interregionale tra Rieti ed Avezzano. Strade montane lo collegano alla zona limitrofa del lago del Turano (Longone Sabino-Rocca Sinibalda-Castel di Tora). Il casello autostradale più vicino è quello denominato "Valle del Salto" situato lungo l'autostrada A24 Roma-L'Aquila-Teramo, a circa tre chilometri dallo svincolo direzionale di Torano di Borgorose per l'autostrada A25 Torano-Pescara.